# نهر تيواكا
نهر تيواكا هو نهر يقع في شمال شرق كاليدونيا الجديدة (مجموعة جزر في المحيط الهادئ تتبع إداريا إلى فرنسا). 

## شاهد أيضا
- قائمة أنهار كاليدونيا الجديدة